# Dragon (nau espacial)
Dragon és una nau espacial parcialment reutilitzable desenvolupada per SpaceX, una empresa americana de logística espacial privada originària de Hawthorne, Califòrnia. La Dragon es llança a l'espai pel vehicle de llançament orbital de dos etapes Falcon 9 de SpaceX.
Durant el seu vol inaugural no tripulat el desembre de 2010, la Dragon va esdevenir la primera nau espacial operada i construïda comercialment, i recuperada de l'òrbita. El 25 de maig de 2012, una variant no tripulada del Dragon es va convertir en la primera nau espacial comercial en fer un encontre i acoblar-se a l'Estació Espacial Internacional (EEI). SpaceX està contractada per lliurar subministraments a la ISS sota el programa Commercial Resupply Services de la NASA, i la Dragon va iniciar els vols regulars de càrrega a l'octubre de 2012. Amb la nau espacial Dragon i la Cygnus d'Orbital ATK, la NASA busca augmentar les seves associacions amb la indústria nacional de l'aviació comercial i l'aeronàutica.
El 3 de juny de 2017, la càpsula CRS-11 en gran part muntada de components prèviament utilitzats en la missió CRS-4 el setembre de 2014 es va tornar a llançar per primera vegada, amb el casc, elements estructurals, propulsors, arnesos, dipòsits propulsors, canals i part de l'aviònica sent reutilitzats mentre que es va substituir l'escut tèrmic, les bateries i els components exposats a l'aigua del mar després de l'amaratge per a la seva recuperació.
A més, SpaceX ha desenvolupat una variant tripulada del Dragon anomenada Dragon 2, capaç de transportar fins a set astronautes, o combinant tripulació i càrrega, elevant-se o baixant de l'òrbita terrestre baixa. SpaceX va rebre diversos contractes del govern dels Estats Units per desenvolupar la seva variant tripulada, incloent una versió per a Commercial Crew Development 2 (CCDev 2) pel Space Act Agreement de l'abril de 2011, i un Commercial Crew integrated Capability (CCiCap) pel conveni del 2012. L'escut tèrmic de la nau espacial, a més està dissenyat per suportar les velocitats de reentrada terrestres i de possiblement pels vols espacials a la Lluna i Mart, on en aquest últim cas s'utilitzarà una variant anomenada Red Dragon.

## Nom
El CEO d'SpaceX, Elon Musk, va nomenar la nau espacial per la cançó de 1963 "Puff, the Magic Dragon" de Peter, Paul and Mary, segons sembla, com una resposta als crítics que consideraven impossibles els seus projectes de vol espacial.

## Història
SpaceX va començar a desenvolupar la nau espacial Dragon a finals de 2004, fent un anunci públic el 2006 amb un pla d'entrar en servei 2009. També el 2006, SpaceX va guanyar un contracte per utilitzar la nau espacial Dragon per als serveis d'abastament subministrats comercialment a l'Estació Espacial Internacional per l'agència espacial federal NASA dels EUA.

### Contracte d'abastament de l'EEI de la NASA

#### Commercial Orbital Transportation Services
El 2005, la NASA va sol·licitar propostes per a un vehicle comercial de càrrega d'abastament de l'ISS per substituir el llavors quasi jubilat Transbordador Espacial, a través del programa de desenvolupament Commercial Orbital Transportation Services (COTS). La nau espacial Dragon va formar part de la proposta de SpaceX, presentada a la NASA el març del 2006. La proposta COTS d'SpaceX va ser emès com a part d'un equip, que també va incloure MD Robotics, l'empresa canadenca que havia construït el Canadarm2 de l'ISS.

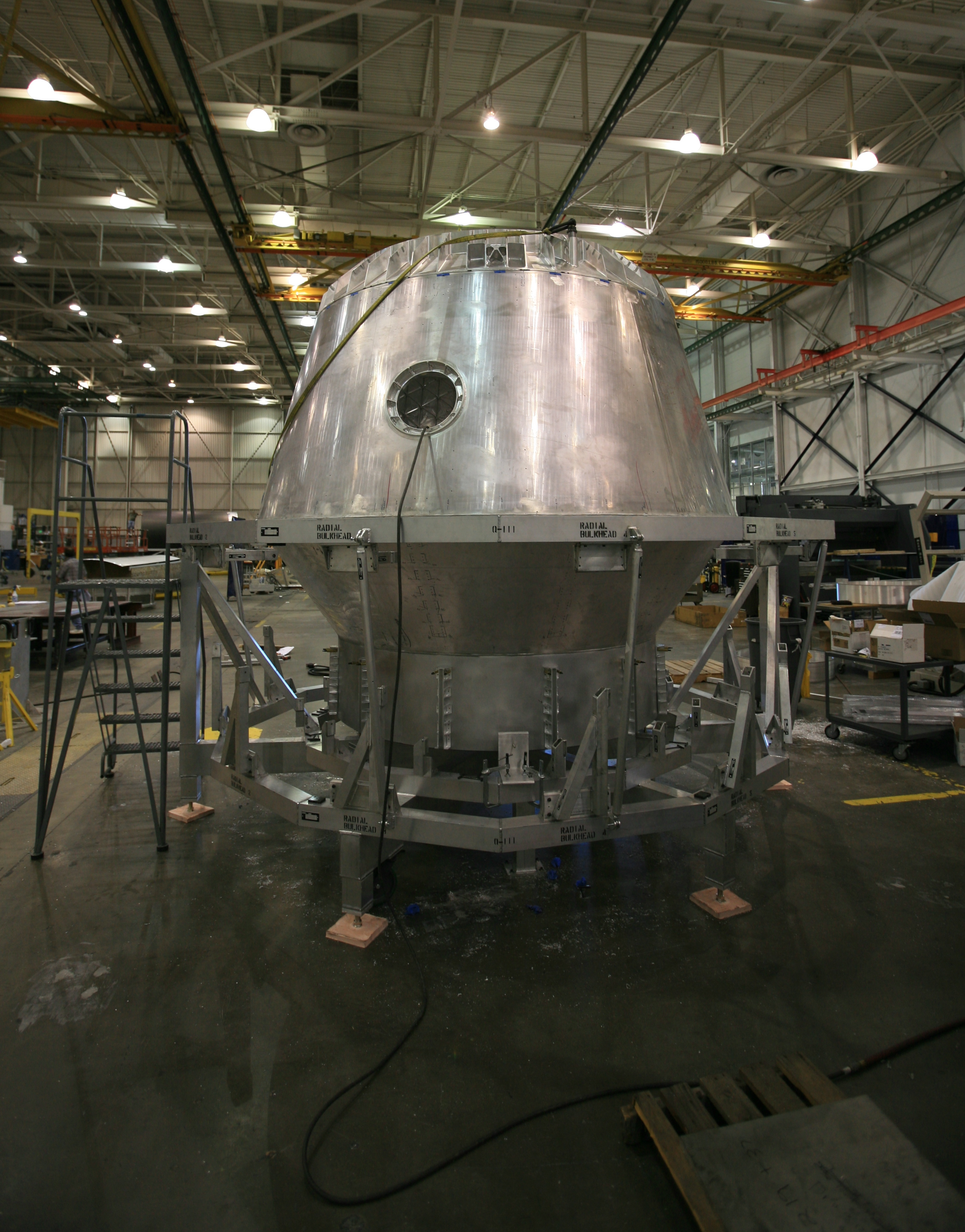
Una càpsula primerenca Dragon, fotografiat durant les proves de fàbrica el 2008

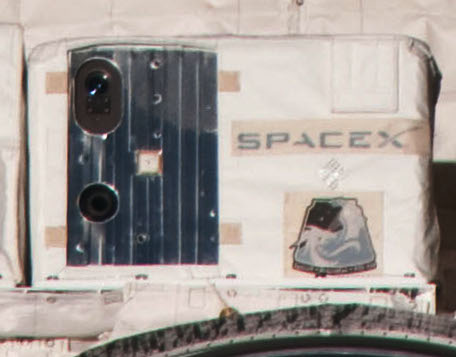
El sistema DragonEye al Transbordador Espacial Discovery durant el STS-133

El 18 d'agost de 2006, la NASA va anunciar que SpaceX havia estat triada, juntament amb Kistler Aerospace, per desenvolupar serveis de llançament de càrrega per a l'ISS. El pla inicial va demanar que es realitzessin tres vols de demostració de la nau espacial d'SpaceX entre 2008 i 2010. SpaceX i Kistler havien de rebre fins a $278 i $207 milions respectivament, si complien totes les fites de la NASA, però Kistler no va complir les seves obligacions, i el seu contracte va finalitzar el 2007. La NASA va tornar a concedir el contracte de Kistler a Orbital Sciences.

#### Commercial Resupply Services Phase 1
El 23 de desembre de 2008, la NASA va atorgar un contracte Commercial Resupply Services (CRS) de $1,6 bilions a SpaceX, amb opcions de contracte que podrien augmentar el valor de contracte màxim a $3,1 bilions. El contracte va sol·licitar 12 vols a l'ISS, amb un mínim de 20.000 kg de càrrega transportada a l'ISS.
El 23 de febrer de 2009, SpaceX va anunciar que el material de l'escut tèrmic ablador de carboni fenòlic impregnat, PICA-X, havia passat les proves d'estrès tèrmic en preparació per al llançament inaugural del Dragon. El principal sensor de proximitat-operacions per a la nau espacial Dragon, el DragonEye, va ser provat a principis de 2009 durant la missió STS-127, quan es va muntar prop del port d'acoblament del Transbordador Espacial Endeavour i es va utilitzar mentre el transbordador es va acostar a l'Estació Espacial Internacional. Les capacitats Lidar i termografia (imatge tèrmica) del DragonEye van ser provades amb èxit. El COTS UHF Communication Unit (CUCU) i el Crew Command Panel (CCP) van ser lliurats a l'ISS durant la missió STS-129 a finals de 2009. El CUCU permet que l'ISS es comuniqui amb el Dragon i el CCP permet als membres de la tripulació de l'ISS emetre comandes bàsiques al Dragon. L'estiu de 2009, SpaceX va contractar l'ex-astronauta de la NASA Ken Bowersox com a vicepresident del seu nou Departament de Seguretat i Missió d'Astronautes, en preparació a les tripulacions que utilitzarien la nau espacial.
Com a condició del contracte CRS de la NASA, SpaceX va analitzar l'entorn de radiació orbital en tots els sistemes Dragon, i com la nau espacial respondria a esdeveniments de radiació espúria. Aquest anàlisi i el disseny del Dragon – que utilitza una arquitectura completa triple-redundant computacional de tolerància a fallades, en comptes resistència contra la radiació individual de cada processador d'ordinador – va ser revisat per experts independents abans de ser aprovat per la NASA per als vols de càrrega.
Durant el març de 2015, es va revelar que SpaceX havia estat adjudicada amb tres missions addicionals del Commercial Resupply Services Phase 1. Aquestes missions addicionals van ser SpaceX CRS-13, SpaceX CRS-14 i SpaceX CRS-15 i cobriria les necessitats de càrrega de 2017.
El 24 de febrer de 2016, SpaceNews va revelar que SpaceX havia estat guardonat amb cinc missions més sota el Commercial Resupply Services Phase 1. Aquest tram addicional de missions van formar el SpaceX CRS-16 i SpaceX CRS-17 pel FY2017 mentre que SpaceX CRS-18, SpaceX CRS-19 i SpaceX CRS-20 es van manifestar de forma nòmoda pel FY2018.

#### Commercial Resupply Services Phase 2
El període de definició/sol·licitació del contracte Commercial Resupply Services 2 (CRS2) va començar el 2014 i es va anunciar un resultat el 14 de gener de 2016. Els llançaments del CRS2 s'espera que comencin el 2019, i s'estén almenys fins al 2024. El 14 de gener de 2016, la NASA va anunciar que tres companyies havien estat premiades amb un mínim de sis llançaments cadascun. SpaceX, Orbital ATK i Sierra Nevada Corporation van guanyar contractes.
 Es va indicar que el valor màxim potencial de tots els contractes era $14 bilions però els requisits mínims serien considerablement menors. No es va informar més informació financera. Les missions implicades serien des de finals de 2019 fins al 2024.

#### Vols de demostració
| La nau espacial Dragon llançat per un coet Falcon 9 v1.0 |  | La nau espacial Dragon llançat per un coet Falcon 9 v1.0 |
| La nau espacial Dragon llançat per un coet Falcon 9 v1.0 |  | La nau espacial Dragon llançat per un coet Falcon 9 v1.1 |

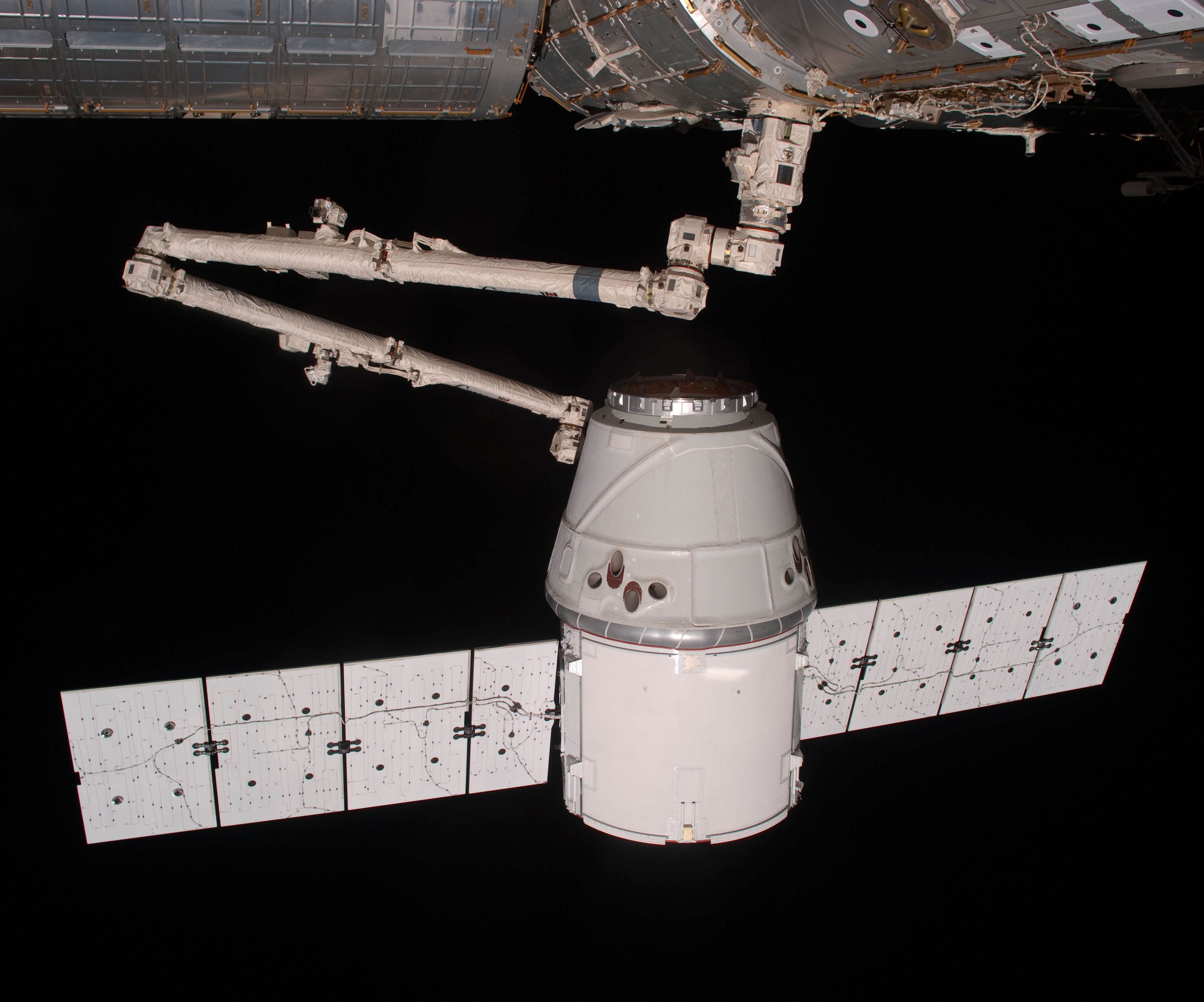
El CRS Dragon sent acoblat a l'EEI pel manipulador Canadarm2 durant la missió COTS 2

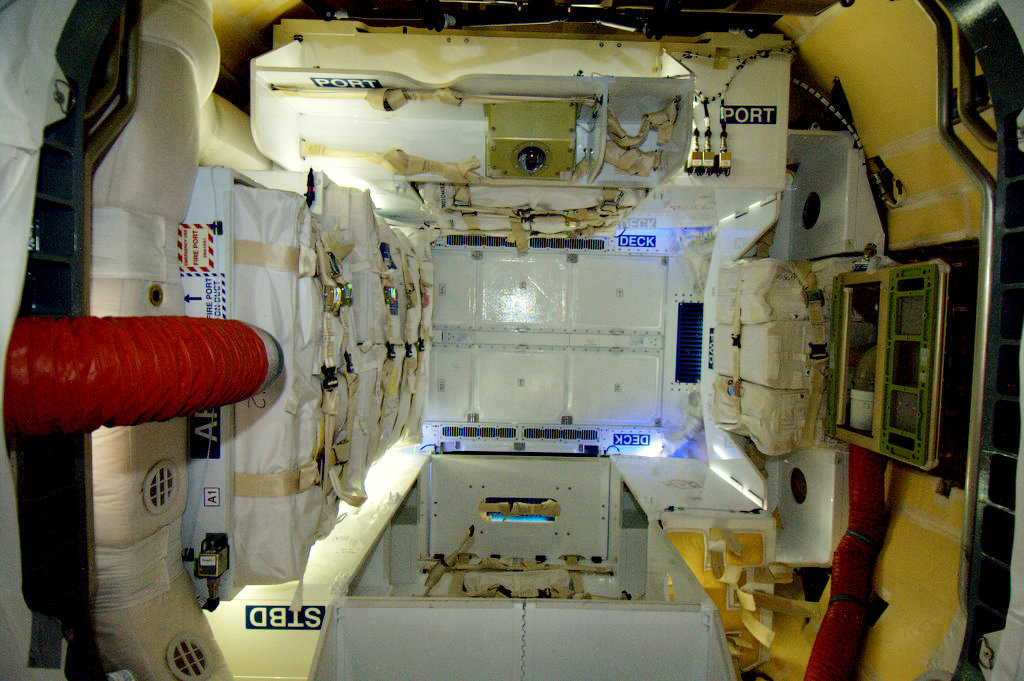
Interior de la càpsula COTS 2 Dragon.

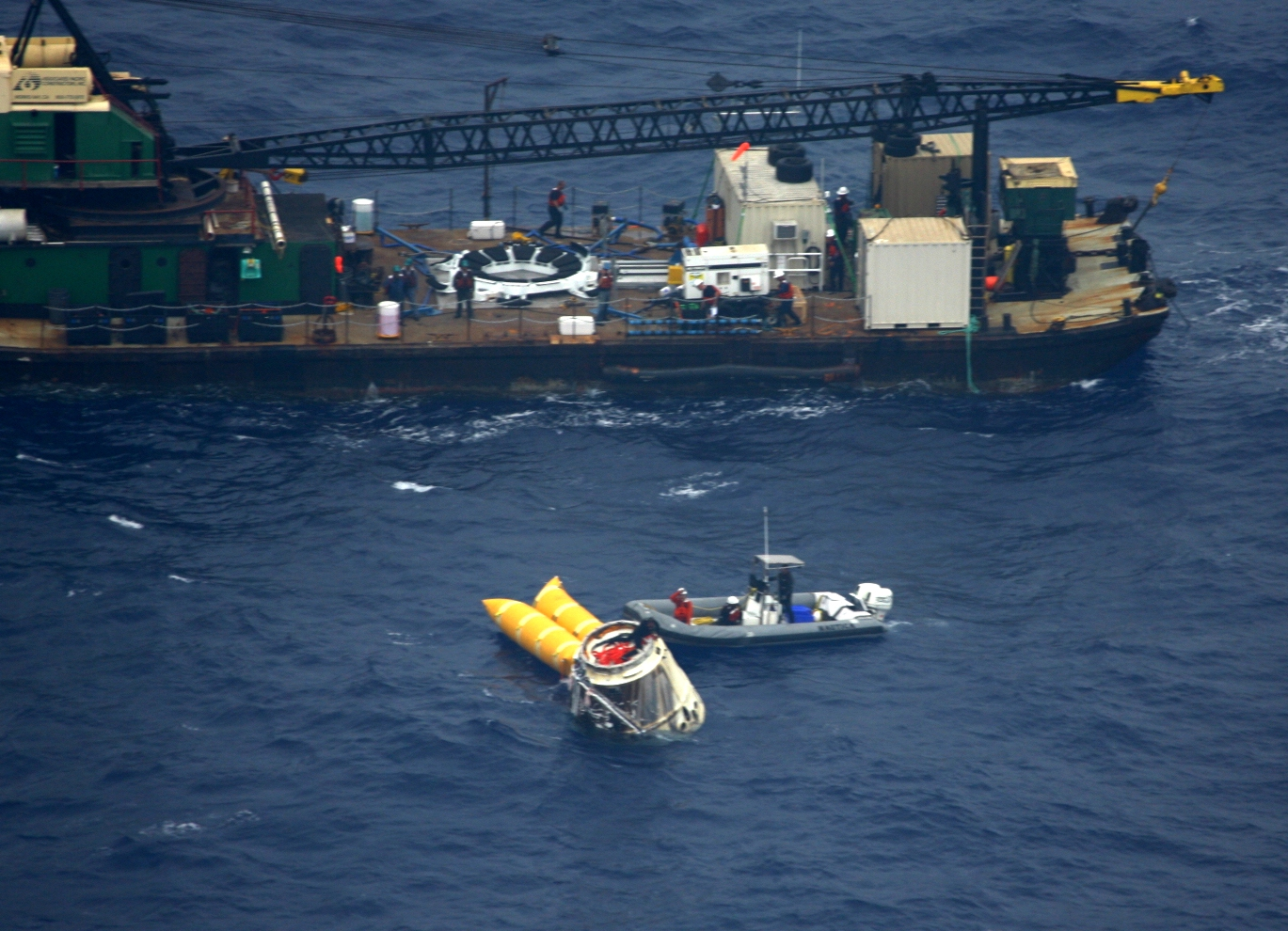
Recuperació de la càpsula COTS 2 Dragon el 31 de maig de 2012.

El primer vol del Falcon 9, un vol privat, va tenir lloc el juny de 2010 i va llançar una versió reduïda de la càpsula Dragon. Aquesta Dragon Spacecraft Qualification Unit inicialment es va utilitzar com a banc de proves per validar diversos sistemes de la càpsula. Durant el vol, la missió principal va ser retransmetre dades aerodinàmiques preses durant l'ascens. No estava dissenyat per sobreviure a la reentrada, i no ho va fer.
La NASA va contractar tres vols de prova d'SpaceX, però més tard va reduir aquest nombre a dos.
La primera nau espacial Dragon va ser llançada en la seva primera missió – contractada per la NASA sota el COTS Demo Flight 1 – el 8 de desembre de 2010, I es va recuperar amb èxit després de tornar a entrar a l'atmosfera de la Terra. La missió també va marcar el segon vol del vehicle de llançament Falcon 9. El sensor DragonEye va volar altre cop en el STS-133 el febrer de 2011 per a més proves en òrbita.
El novembre de 2010, la Federal Aviation Administration (FAA) va emetre una llicència de reentrada per la càpsula Dragon, la primera llicència d'aquest tipus mai concedida a un vehicle comercial.
El segon vol del Dragon, també contractat per la NASA com a missió de demostració, va ser llançada amb èxit el 22 de maig de 2012, després que la NASA aprovés la proposta d'SpaceX per combinar els objectius de missió del COTS 2 i 3 en un sol vol de Falcon 9/Dragon, reanomenat COTS 2+. Dragon va conduir proves orbitals dels seus sistemes de navegació i procediments d'avortament, abans de ser atracat pel Canadarm2 de l'EEI i acoblar-se amb èxit a l'estació el 25 de maig per descarregar subministraments. El Dragon va tornar a la Terra el 31 de maig de 2012, fent un amaratge previst a l'oceà Pacífic, i va ser recuperat amb èxit altre cop.
El 23 d'agost de 2012, l'Administrador de la NASA Charles Bolden va anunciar que SpaceX va completar totes les fites requerides sota el contracte COTS, i va ser aprovat per començar missions d'abastament operatives a l'EEI.

#### Vols operacionals
El Dragon va ser llançat en la seva primera missió operacional en contracte CRS el 8 d'octubre de 2012, i va completar la missió amb èxit el 28 d'octubre.
SpaceX CRS-2, la segona missió CRS d'SpaceX, va ser llançada amb èxit l'1 de març de 2013. SpaceX CRS-3, la tercera missió, va ser llançada el 18 d'abril de 2014 i va ser atracat amb l'EEI des del 20 d'abril de 2014 fins al 18 de maig de 2014.
SpaceX CRS-4 va ser llançat amb èxit el diumenge 21 de setembre de 2014 i va ser acoblat a l'estació el dimarts 23 de setembre. Va amarar al Pacífic transportant 3.276 lliures de mostres de càrrega i ciència.

### Programa de desenvolupament tripulat

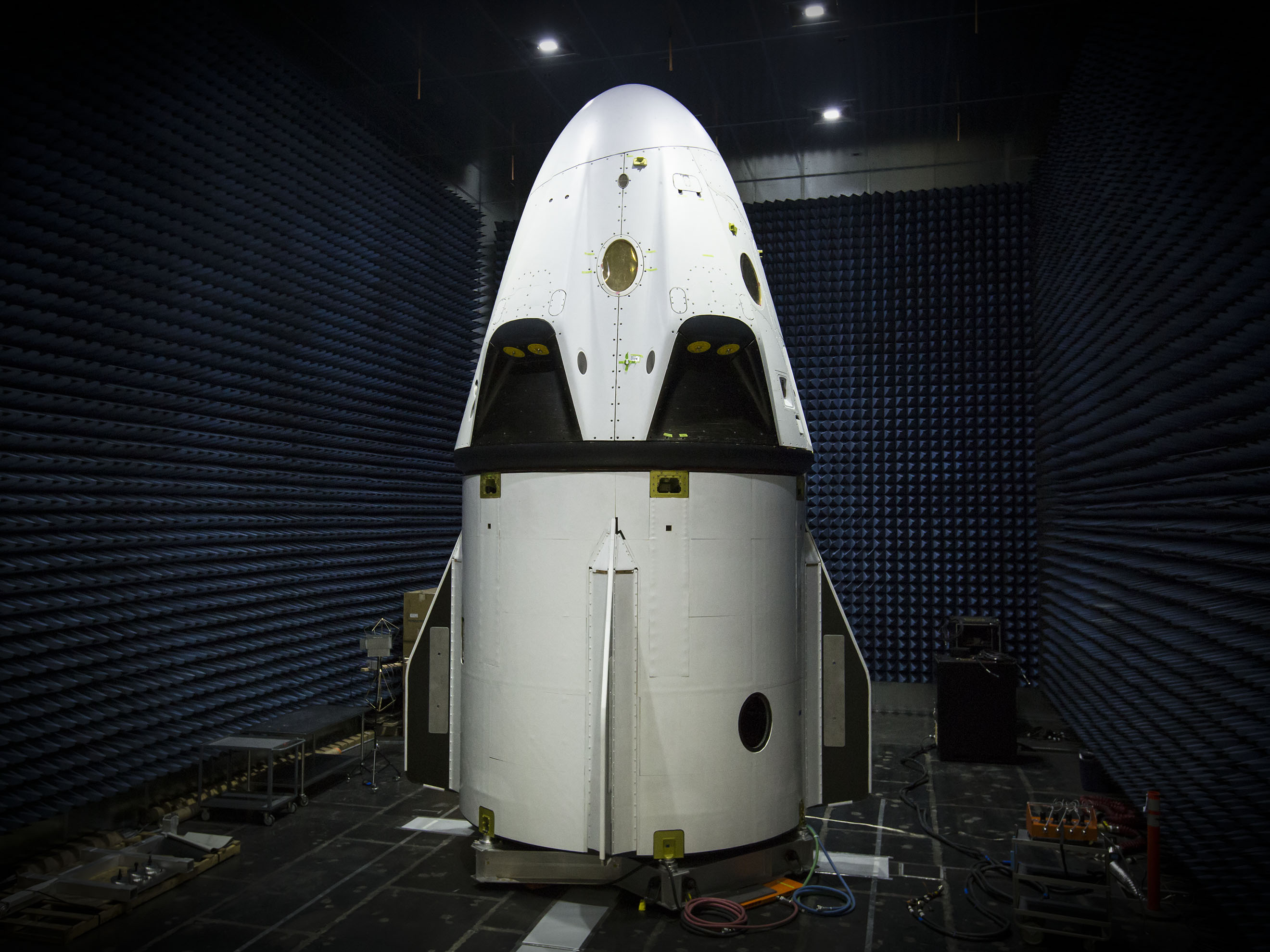
Exterior del Dragon 2 usat per la prova d'avortament de plataforma

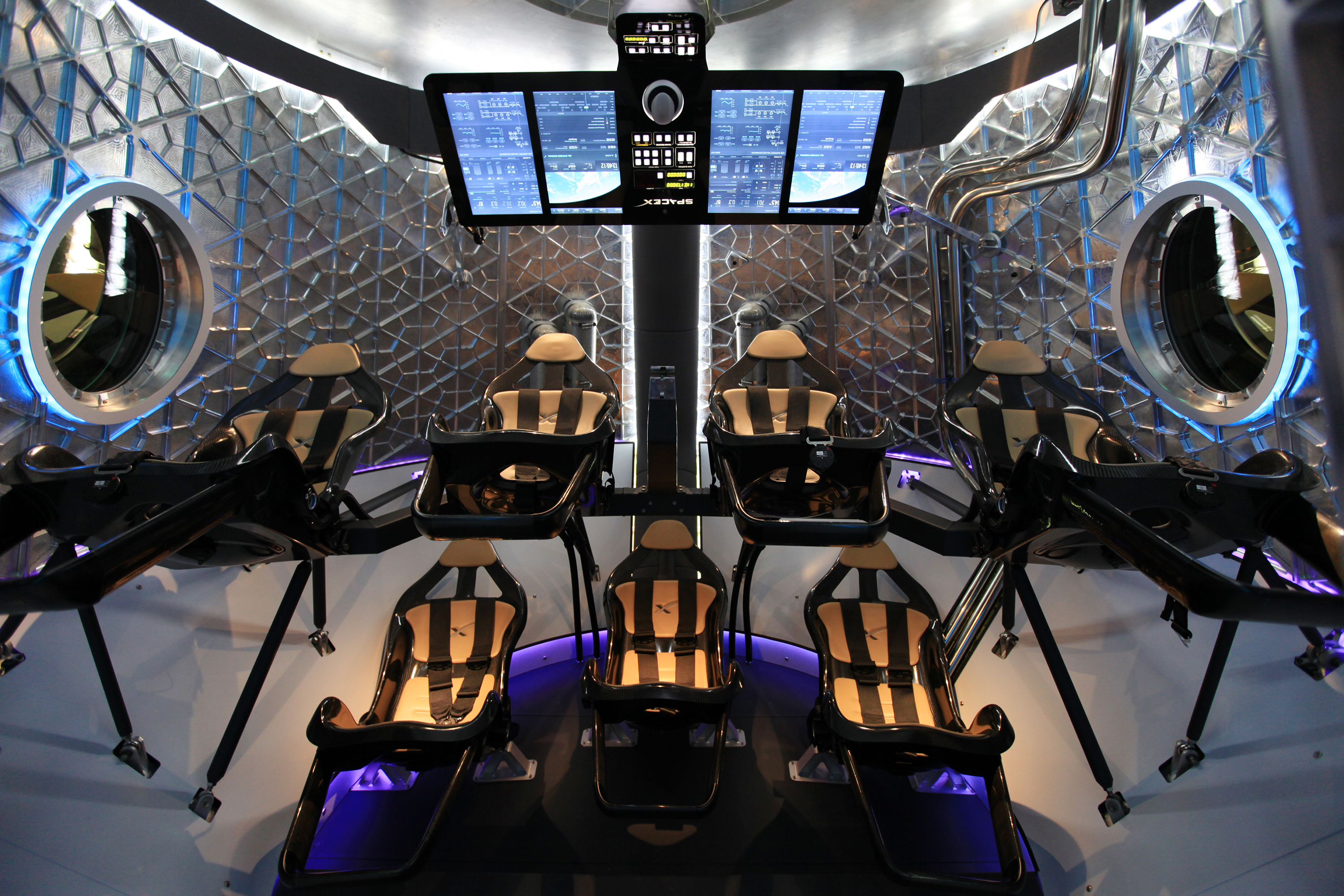
Interior de la càpsula Dragon 2, que mostra la configuració dels seients

El 2006, Elon Musk va declarar que SpaceX va fabricar "un prototip tripulat de la càpsula, que inclou un sistema de suport vital de 30 dies". Una simulació de vídeo del sistema d'escapament d'aquesta aeronau es va publicar el gener de 2011. Musk va declarar el 2010 que el cost de desenvolupament d'un Dragon tripulat i un Falcon 9 seria entre $800 milions i $1 bilió. El 2009 i 2010, Musk va suggerir en diverses ocasions que els plans per a una variant tripulada de la Dragon estaven avançant i tenien una línia de temps de dos a tres anys per finalitzar. SpaceX va presentar una oferta per a la tercera fase del CCDev, CCiCap.

#### Programa Commercial Crew Development de la NASA
SpaceX no va rebre finançament durant la primera fase del programa basat en fites de la NASA, el Commercial Crew Development (CCDev). No obstant això, l'empresa va ser seleccionada el 18 d'abril de 2011, durant la segona fase del programa, per rebre un premi de $75 milions per ajudar a desenvolupar el seu sistema tripulat.
Les seves fites dintre del CCDev2 van suposar l'avanç en el disseny del transport tripulat Falcon 9/Dragon, el progrés del disseny de propulsió del Launch Abort System, la finalització de dues demostracions tripulades, llançaments de prova de durada completa dels motors d'avortament de llançament i demostracions de la seva capacitat d'acceleració.
El sistema d'avortament de llançament de SpaceX va rebre l'aprovació preliminar del disseny per part de la NASA l'octubre de 2011. El desembre de 2011, SpaceX va realitzar la seva primera prova de la versió tripulada; es preveu que la segona prova hi hagi simuladors de vestit espacial i un model de Dragon tripulat de més fidelitat.
El gener de 2012, SpaceX va realitzar amb èxit les proves de duració completa del seu motor de coet d'aterratge/escapada SuperDraco en el seu Rocket Development Facility a McGregor, Texas.

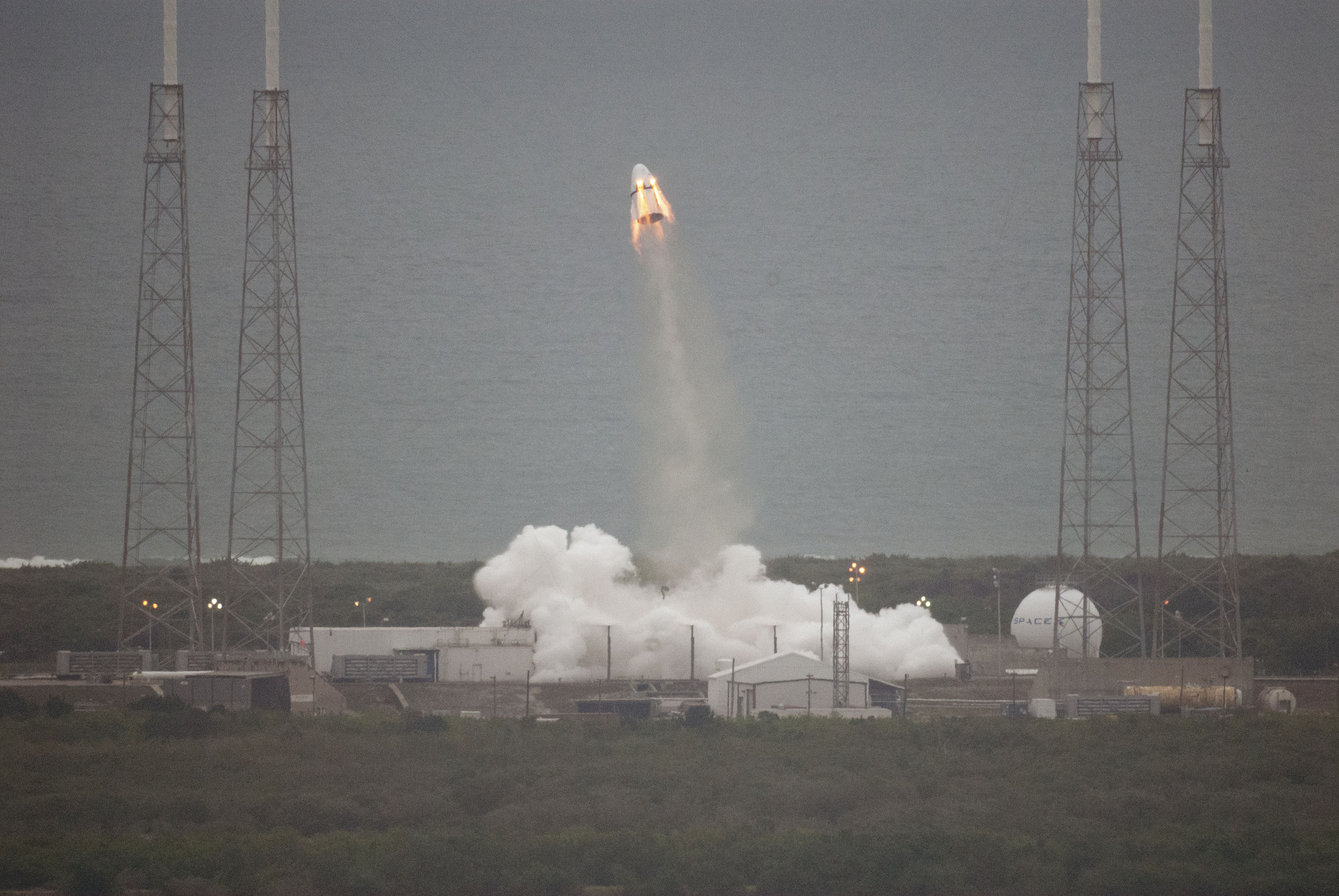
Dragon durant la seva prova d'avortament de plataforma el 6 de maig de 2015

El 3 d'agost de 2012, la NASA va anunciar l'atorgament de $440 milions a SpaceX per la continuació del treball del Dragon sota el CCiCap. El 20 de desembre de 2013, SpaceX va completar una prova de caiguda de paracaigudes per validar el nou disseny de paracaigudes. Això va comportar transportar un model Dragon de 5.400 kilograms en helicòpter a una altitud de 2.400 metres sobre l'oceà Pacífic. El model de prova va ser llançat i intencionalment forçat a caure. El Dragon llavors va alliberar els seus dos paracaigudes de frenada, seguit dels tres paracaigudes principals i va amarar a l'oceà. El model de prova va ser recuperat en helicòpter i va ser retornat a la costa.
El 6 de maig de 2015, SpaceX va completar una prova d'avortament en plataforma amb un Dragon 2. Durant aquesta prova, el Dragon va utilitzar els seus motors d'avortament per llançar la nau fora de l'estand de proves del Launch Complex 40. Va moure's fins a una altitud de 1.187 metres, va ser separat del seu mòdul troncal, va desplegar els seus paracaigudes de frenada i després els paracaigudes principals. Va ser amarat a l'oceà i va ser recuperat. Es va planejar que el vehicle arribés a una altitud de 1.500 metres però un dels motors va tenir un rendiment inferior a causa d'una relació de barreja de combustible anormal. El Dragon que va volar té previst ser reparat per la prova d'avortament en vol.
En una prova d'avortament en vol programada, el Dragon utilitzaria els seus motors d'avortament de llançament per escapar d'un Falcon 9 modificat que està en vol. Es preveu que es produeixi el llançament des de SLC-4E. Aquesta prova es produirà en el moment de les càrregues dinàmiques més greus, que també és quan el Dragon té el menor marge de rendiment per a la separació del seu vehicle de llançament. El Falcon 9 planejat per ser utilitzat només tindrà tres motors en la primera etapa i no tindrà una segona etapa.
Una missió de prova no tripulada a l'EEI, SpX-DM1, està prevista la seva posada en marxa el novembre de 2017. Serà una missió de 30 dies que passarà la major part del seu temps atracat a l'estació espacial. Posteriorment amarà a l'oceà i es recuperarà. Una missió de prova tripulada a l'EEI, SpX-DM2, està prevista que es posi en marxa el maig de 2018 i durarà 14 dies.

## Finançament per al desenvolupament
El 2014, SpaceX va publicar els costos totals de desenvolupament combinats tan pel vehicle de llançament Falcon 9 com la càpsula Dragon. La NASA va proporcionar $396 milions mentre que SpaceX va proveir per sobre dels $450 milions per finançar els esforços de desenvolupament.

## Producció

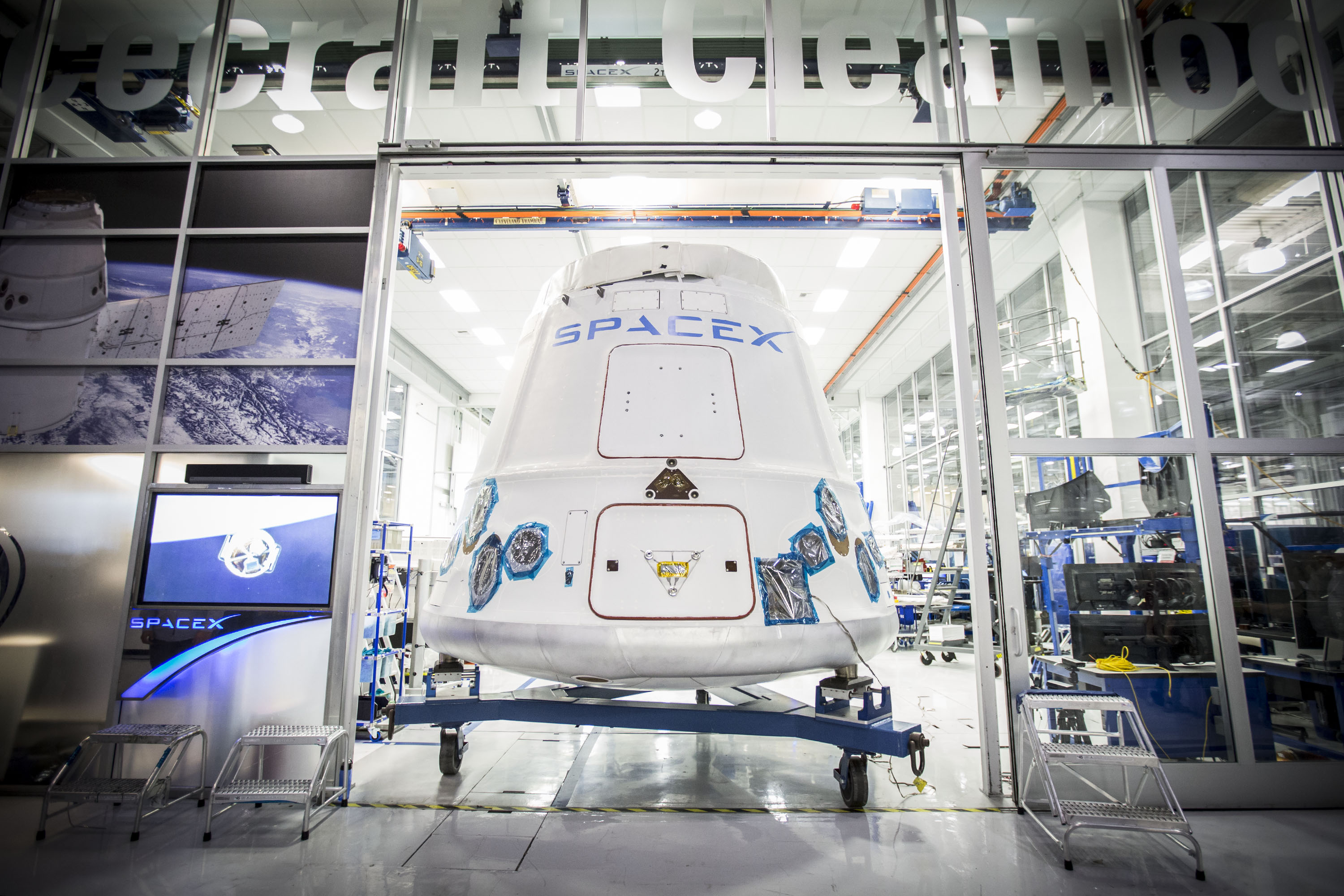
Una càpsula Dragon sent enviat fora de la seu d'SpaceX a Hawthorne, Califòrnia, el febrer de 2015.

El desembre de 2010, es va informar que la línia de producció de SpaceX fabricava una nova nau espacial Dragon i un coet Falcon 9 cada tres mesos. Elon Musk va declarar en una entrevista el 2010 que ell tenia planejat incrementar la producció d'una càpsula cada sis setmanes el 2012. Els materials compòsits són àmpliament utilitzats en la fabricació de la nau per reduir el pes i millorar la força estructural.
El setembre de 2013, l'espai de fabricació total d'SpaceX va ser augmentat fins als 93.000 m² i la fàbrica tenia sis Dragons en diverses etapes de producció. SpaceX va publicar una fotografia que mostra les sis càpsules, incloses les quatre properes càpsules de les missions Commercial Resupply Services (CRS) de la NASA (CRS-3, CRS-4, CRS-5, CRS-6) més el model per a proves de caiguda, i la soldadura de la càpsula per l'avortament en plataforma pels vols tripulats comercials.

## Variants

### Dragon CRS

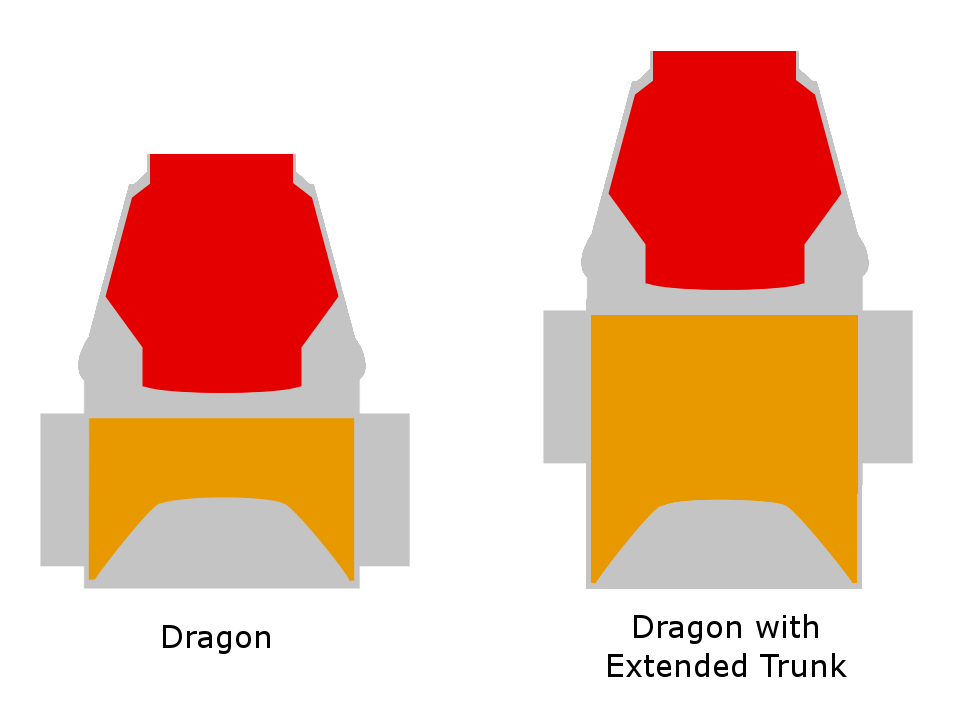
Esquema que mostra les seccions pressuritzades (vermell) i les no pressuritzades (taronja) del Dragon V1

La nau espacial Dragon consisteix d'un tapa en forma de con que és expulsada després del llançament, una càpsula balística convencional en forma de con, i una estructura troncal per a càrrega no pressuritzada equipat amb dos panells solars. La càpsula utilitza un escut tèrmic PICA-X, basat en una variant privada del material Phenolic Impregnated Carbon Ablator (PICA) de la NASA, dissenyat per protegir la càpsula durant la reentrada atmosfèrica de la Terra, fins i tot a altes velocitats de retorn de les missions lunars i marcianes. La càpsula Dragon és reutilitzable, i pot volar en múltiples missions. La part troncal no és recuperable; se separa de la càpsula abans de la reentrada i és incinerada en l'atmosfera terrestre. La secció troncal, que transporta els panells solars de la nau i permet el transport de càrrega no pressuritzada a l'EEI, va ser usat per primer cop en la missió SpaceX CRS-2.

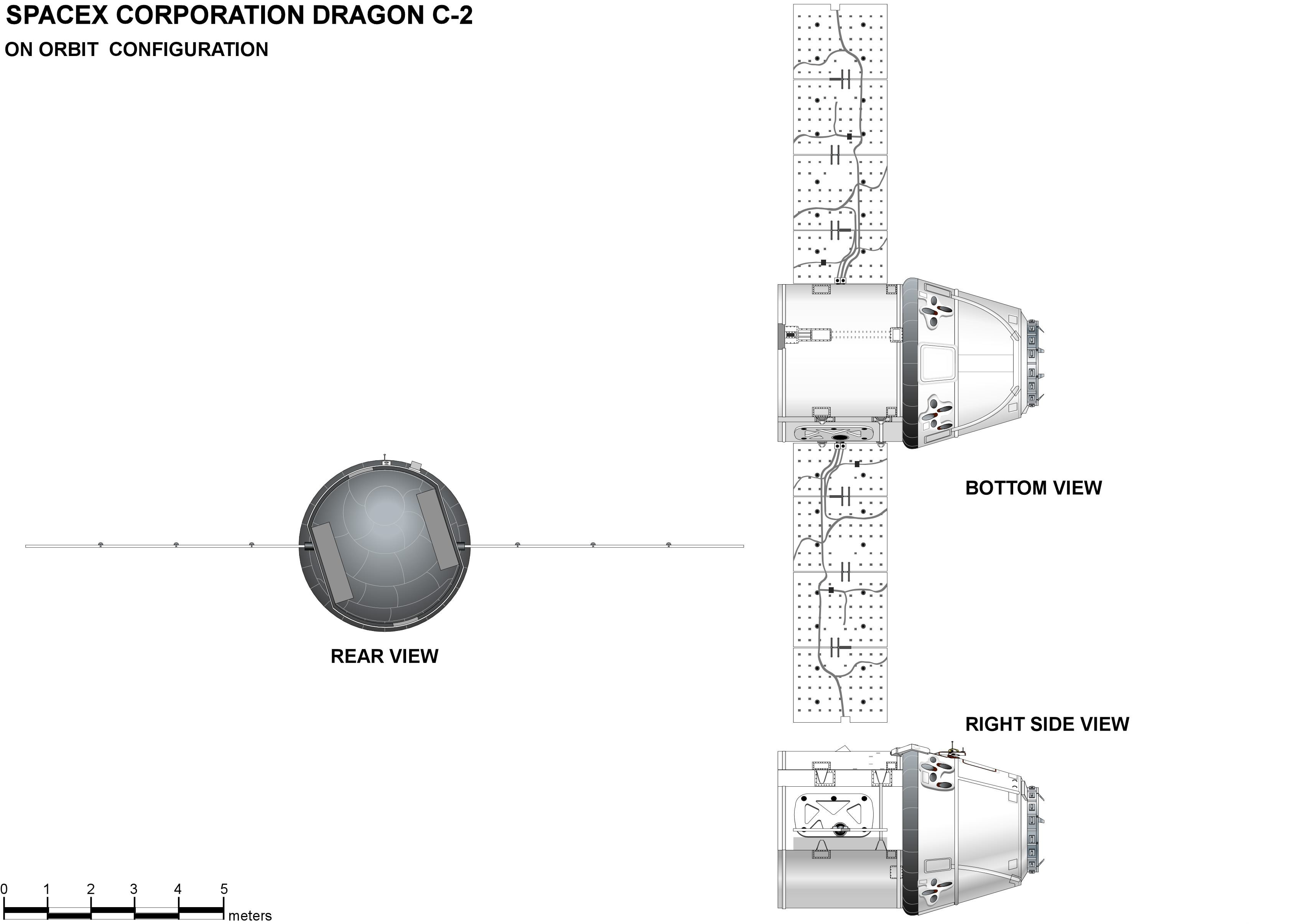
Vistes del Dragon CRS 3

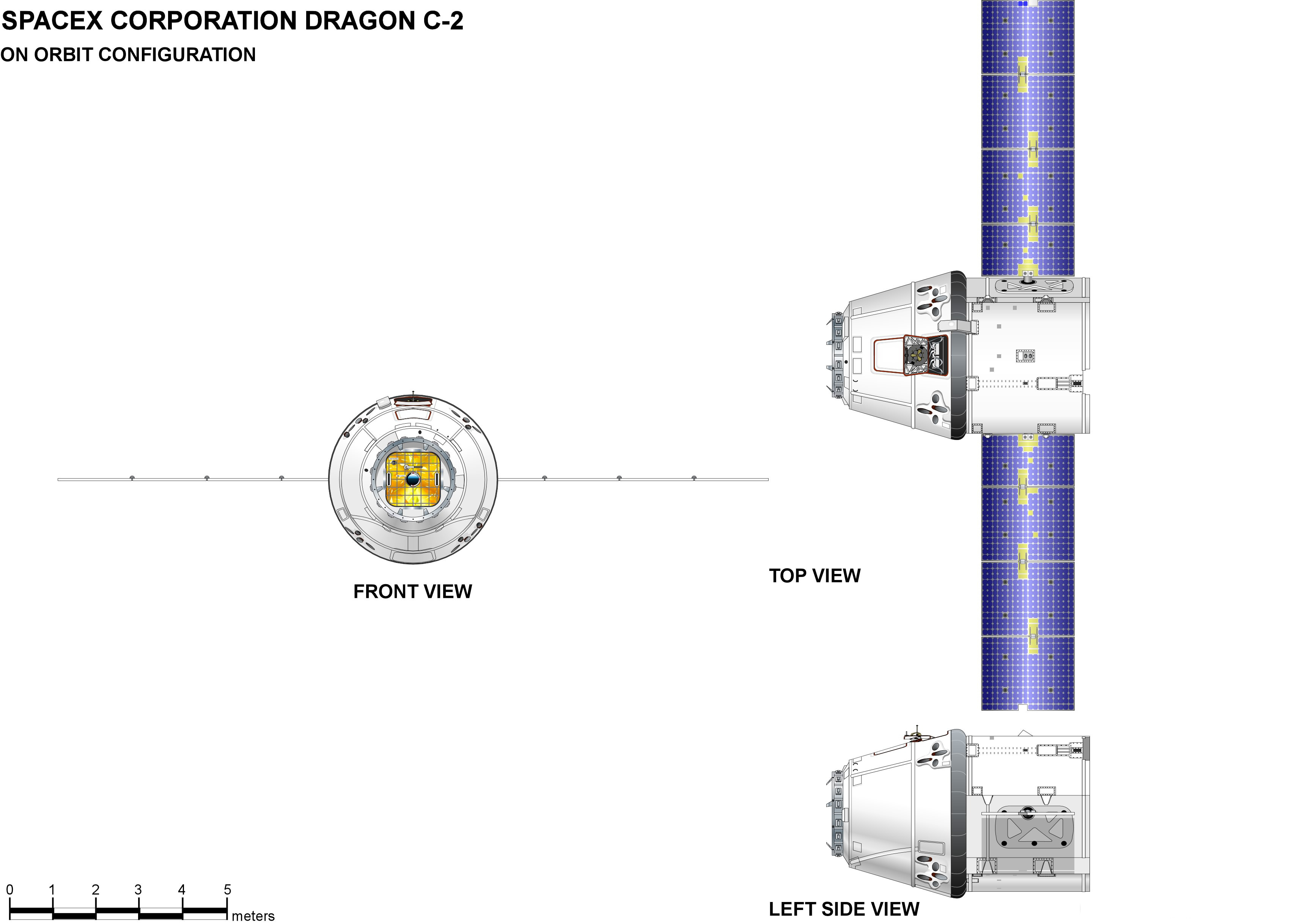
Vistes del Dragon CRS 3

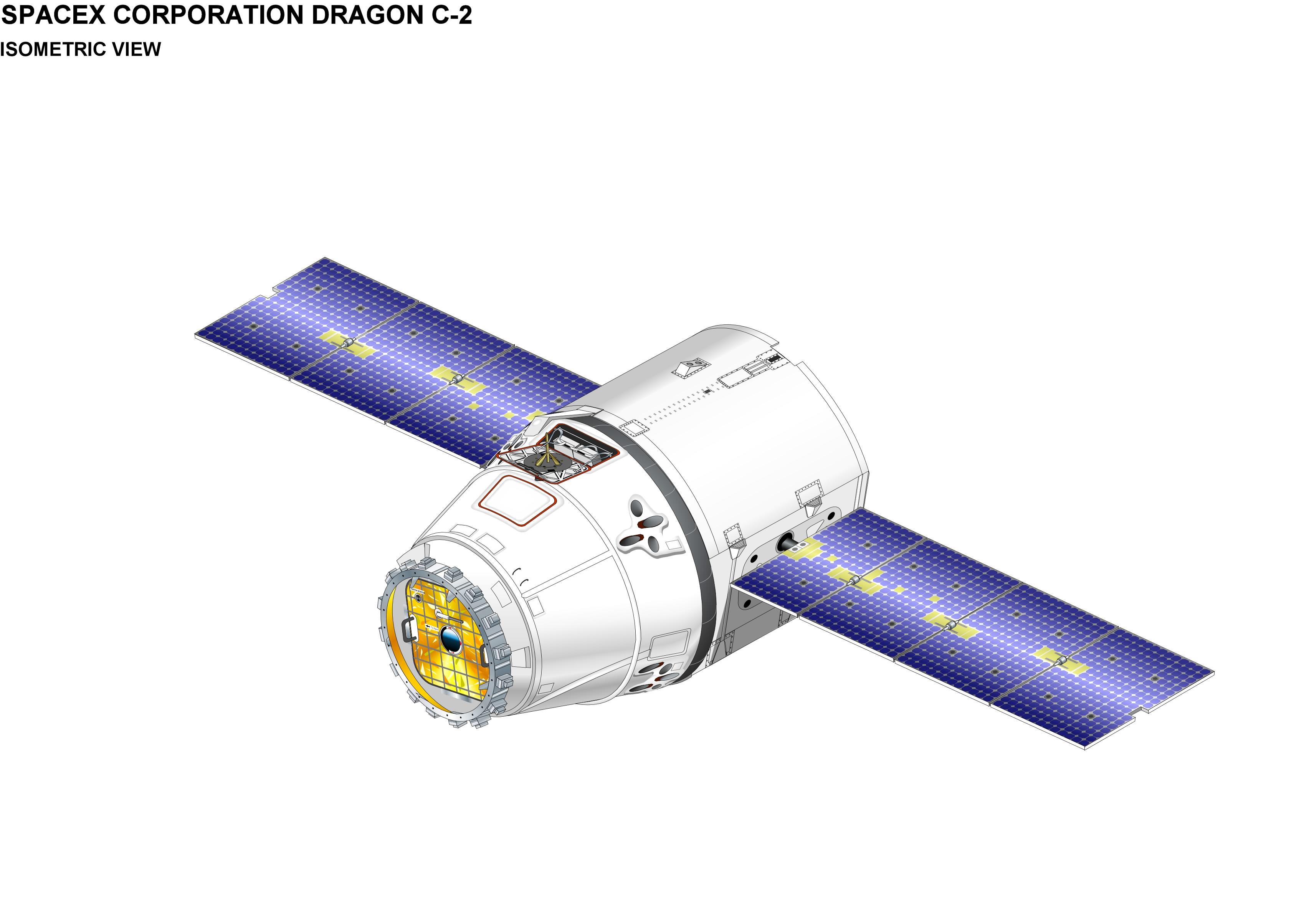
Vista isomètrica del Dragon CRS

La nau espacial és llançada des d'un vehicle de llançament Falcon 9. La càpsula Dragon està equipada amb 18 retrocoets Draco. Durant els seus primers vols de càrrega i tripulats, la càpsula Dragon amarà a l'oceà Pacífic i serà retornat a terra per un vaixell.
Pels vols de càrrega Dragon a l'EEI, el Canadarm2 de l'estació pren el seu Flight-Releasable Grapple Fixture i acobla el Dragon al segment orbital americà de l'estació usant un Common Berthing Mechanism. El Dragon CRS no té un mitjà independent per mantenir una atmosfera transpirable per als astronautes, en comptes d'això, circula l'aire lliure de l'EEI. Per a missions típiques, el Dragon està programat que romangui acoblat a l'EEI durant uns 30 dies.
La càpsula Dragon CRS pot transportar 3.310 kg de càrrega, que pot ser tot pressuritzat, tot sense pressuritzar, o en qualsevol valor entre ambdues possibilitats. Pot retornar a la Terra la mateixa quantitat, que pot ser tota la càrrega prèvia no pressuritzada o fins a 2.500 kg de manera pressuritzada, a causa de les limitacions del paracaigudes. Hi ha una restricció de volum de 14 m³ de càrrega sense pressuritzar i 11,2 m³ pressuritzat (en l'ascens o el descens orbital). La secció troncal va ser usat per primera vegada en mode operatiu del Dragon en la missió CRS-2 el març de 2013. Els seus panells solars produeixen un màxim 4 kW de potència.
El disseny de la càpsula Dragon CRS va ser modificat a partir del cinquè vol del Dragon en la missió SpaceX CRS-3 a l'EEI el març de 2014. Mentre que la línia de motlle exterior del Dragon no va ser alterada, l'aviònica i els bastidors de càrrega van ser redissenyats per subministrar de manera substancial més energia elèctrica a dispositius elèctrics de la càrrega, inclosos els mòduls congeladors GLACIER i MERLIN pel transport de càrregues científiques crítiques.

### DragonLab
Quan la nau espacial s'utilitza per vols no comercials que no siguin de l'EEI, aquesta versió no llançada s'anomena DragonLab. És reutilitzable i lliure de vol i pot transportar càrregues pressuritzades i no pressuritzades. Els seus subsistemes inclouen propulsió, potència, control tèrmic i ambiental, aviònica, comunicacions, protecció tèrmica, programari de vol, sistemes d'orientació i navegació, i sistemes de reentrada, descens, aterratge i recuperació. Té una upmass total combinada de 6.000 kg en el llançament, i una downmass màxima de 3.000 kg quan torna a la Terra. Com a Novembre 2014
, hi havia dues missions DragonLab en el manifest de llançament d'SpaceX: una el 2016 i l'altra el 2018. Les mateixes dues missions van ser enllistades al manifest del desembre de 2015, però no es mostraven dates. Els Biosatellites americans una vegada van realitzar de manera similar funcions d'enviament de càrrega sense tripulació, i els satèl·lits Bion russos encara ho fan.

### Dragon 2
Un successor del Dragon anomenat Dragon 2 es va desenvolupar per SpaceX, dissenyat per donar suport a missions tripulades, amb capacitat de fins a set astronautes, o una combinació de tripulació i càrrega, cap i des de l'òrbita terrestre baixa. L'escut tèrmic del Dragon 2 està dissenyat per resistir les velocitats de reentrada de la Terra des de vols espacials lunars i marcians. SpaceX va rebre diversos contractes del govern dels Estats Units per desenvolupar la variant tripulada del Dragon 2, incloent un Space Act Agreement finançat sota el Commercial Crew Development 2 (CCDev 2) l'abril de 2011, i un acord del mateix tipus sota el Commercial Crew integrated Capability (CCiCap) l'agost de 2012.
El 30 de maig de 2020 va tenir lloc des del Centre espacial John F. Kennedy el seu primer llançament transportant astronautes, essent el primer llançament d'aquest tipus realitzat per una empresa privada i marcant el retorn de la capacitat dels Estats Units d'enviar astronautes a l'espai després de la retirada del transbordador espacial i el llançament de l'Atlantis l'any 2011.

### Red Dragon
A més dels plans finançats per SpaceX d'una eventual missió a Mart, l'Ames Research Center de la NASA havia desenvolupat un disseny anomenat Red Dragon: una missió de baix cost que usaria el Falcon Heavy com a vehicle de llançament, un vehicle d'injecció trans-marciana, i una càpsula basada en el Dragon 2 per entrar en l'atmosfera de Mart. El disseny va ser concebut originalment per al seu llançament el 2018 com una missió del programa Discovery de la NASA, llavors alternativament el 2022, però encara no s'ha proposat formalment amb finançament de la NASA. Els objectius de la missió serien retornar mostres de Mart a la Terra a una fracció del cost de la missió ideada per la NASA que va ser projectada en 6 bilions de dòlars. El 27 d'abril de 2016, SpaceX va anunciar el seu pla per seguir endavant i llançar un mòdul de descens Dragon modificat a Mart pel 2018.
Una càpsula Dragon pot realitzar cadascuna de les funcions de reentrada, descens i aterratge (entry, descent and landing o EDL en anglès) necessàries per lliurar càrregues d'1 tona o superior a la superfície marciana sense utilitzar un paracaigudes. L'anàlisi preliminar mostra que l'arrossegament atmosfèric de la càpsula disminuirà prou perquè en l'etapa final del seu descens estigui dins de les habilitats dels seus retrocoets SuperDraco.

## Especificacions

Comparació de mides de les càpsules Apollo (esquerra), Orion (centre) i Dragon (esquerra)

### DragonLab
Les següents especificacions van ser publicades per SpaceX fper a vols comercials que no siguin per la NASA o l'EEI de les càpsules reacondicionades Dragon, enllistades com a vols "DragonLab" en el manifest d'SpaceX. Les especificacions de la versió de càrrega Dragon que no és contractada per la NASA no van ser incloses en la fitxa de dades del DragonLab el 2009.
Nau pressuritzada
- 10m³ interiors pressuritzats, entorn controlat, volum de càrrega útil.[6]
- Entorn a bord: 10–46 °C; humitat relativa 25~75%; 13,9~14,9 psia de pressió de l'aire (958,4~1027 hPa).[6]

Badia de sensors sense pressuritzar (càrrega útil recuperable)
- 0,1m³ de volum de càrrega útil sense pressuritzar.
- l'escotilla de la badia de sensors s'obre després de la inserció orbital per permetre una accés complet dels sensors a l'entorn de l'espai exterior, i es tanca abans de la reentrada atmosfèrica terrestre.[6]

Part troncal sense pressuritzar (no recuperable)
- 14m³ de volum de la càrrega útil en l'estructura de 2,3m de llarg, popa de l'escut tèrmic de la nau pressurtizada, amb una part troncal opcional més llarga arribant els 4,3 m totals, amb un augment del volum de la càrrega útil fins als 34 m³.[6]
- Admet sensors i obertures espacials fins a 3,5 m de diàmetre.[6]

Sistemes d'energia, comunicacions i instruccions
- Energia: dos panells solars proporcionant 1.500 W de mitjana, 4.000 W màxims, a 28 i 120 VDC.[6]
- Comunicacions de la nau: estàndard comercial E/S en sèrie RS-422 i l'estàndard militar 1553, més comunicacions Ethernet pel servei de càrrega estàndard direccional per IP.
- Instruccions de uplink: 300 kbps.[6]
- Telemetria/dades downlink: 300 Mbit/s estàndard, telemetries i transmissors de vídeo tolerant a errors en banda S.[6]

### Tolerància a la radiació
El Dragon utilitza un disseny "tolerant a la radiació" en el maquinari electrònic i el seu programari que componen els seus ordinadors de vol. El sistema utilitza tres parells d'ordinadors, cada un comprovant constantment els altres, per instanciar un disseny tolerant a fallades. En cas d'error per radiació o d'error suau, un dels parells d'ordinadors realitzarà un reinici suau.
Incloent els sis ordinadors que componen els ordinadors de vol principals, el Dragon utilitza un total de 18 ordinadors de triple processador.